# Javier Solana
Francisco Javier Solana Madariaga GCC (Madrid, 14 de julho de 1942) é um político espanhol filiado ao Partido Socialista Operário Espanhol (PSOE).
Foi o nono secretário-geral da OTAN e foi Alto Representante para a Política Externa e de Segurança Comum da União Europeia entre outubro de 1999 e novembro de 2009.
A 19 de Janeiro de 2010 foi agraciado com a Grã-Cruz da Ordem Militar de Cristo.